# Зофія Замєховська
Зо́фія Замєхо́вська, Зо́фія із Замє́хова (пол. Zofia z Zamiechowa, бл. 1590 — 1635) — польська шляхтянка та меценатка. Фундаторка костелу Святої Трійці в Підгайцях. Одна з найбільш авантурних жінок Речі Посполитої початку XVII століття.

## Біографія
Можливо, походила з роду Стадніцьких; за версією Каспера Несецького — була представницею роду Замєховських гербу Гриф, походила із Замєхова (село біля Перемишля). Мала брата Станіслава, небожів Павела, Ґабріеля, Самуеля, Жигмонта (сини брата).
Уперше одружилася з Яном Ґольським, з яким проживала, за даними Владислава Лозінського, у Кобиловолоках (нині Теребовлянський район), за іншими — також у містечку Янові поблизу Теребовлі, розбудуваному Яном Ґольським бл. 1577 р. 
У 1611 фундувала дерев'яний костел у Янові. Після смерти чоловіка у 1613 році стала дожиттєвою посідачкою значних маєтностей у Руському воєводстві, які перейшли до Яна Ґольського 1612 року після смерти його брата — воєводи Руського Станіслава, у тому числі, зокрема, місто Підгайці.
На той час у Підгайцях і замку зберігався величезний скарб, складений Марією Могилянкою із Золотого Потоку, на «депозит». Проте в тих роках скарб пропав за невияснених обставин. Зофія провадила тривалий судовий процес у тій справі.
Скоро по смерті Гольського одружилася зі Станіславом Лянцкоронським (1585—1617).
На початку 1614 року (січень) керувала обороною замку в Бучачі від нападу Івана-Юрія Радзивілла (при допомозі Станіслава Влодека), який виробив собі право інтромісії на Бучач (через підкуп залоги був швидко ними здобутий).
У 1617 році знову стала вдовою (другий чоловік нащадків не залишив). У 1617—1618 роках уклала угоду з єдиною спадкоємицею С. Лянцкоронського — сестрою Зофією, дружиною сяніцького стольника Миколи Чурила; за нею залишилась посідачкою Бучача, Чорткова, Янова. 1618-го очолила оборону підгаєцького замку від вояків Стефана Потоцького, який домагався повернення скарбу.
1630 року одружилася з воєводою троцьким Янушем Тишкевичем (бл. 1572—1642). Близько 1630 року заснувала римо-католицький монастир у Віньківцях (первинна будівдя дерев'яна),

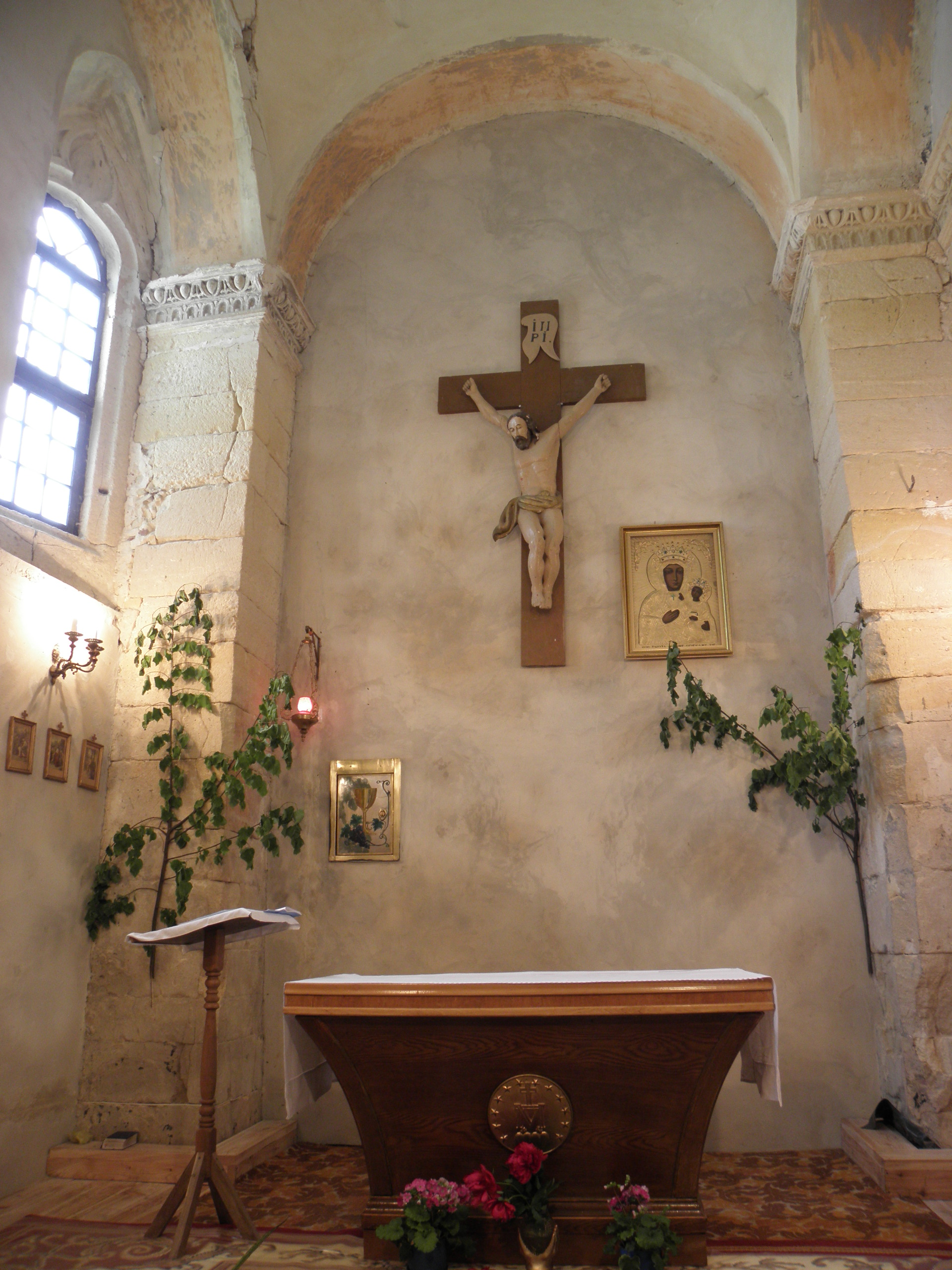
Каплиця фундаторки Зоф'ї Ґольської (Замєховської) після ремонту

1634 року видала фундаційну грамоту на будівництво нового костелу в Підгайцях на місці зруйнованого (і побажала бути похованою поряд з першим чоловіком Яном Ґольським в каплиці збоку захристя). 5 вересня 1635 р. Зофія склала заповіт (тестамент), яким фундувала 5000 злотих для мурування вежі та склепінь підгаєцького костелу і 20 скирт збіжжя щороку до завершення будівництва, а також розпорядилася закласти при костелі парафіяльну школу (фонд на утримання вчителя) і шпиталь. Поховати веліла себе поряд з першим чоловіком в крипті костелу Св. Трійці у Підгайцях.

### Скарб Потоцьких-Могил
Після смерті молдавського господаря Єремії Могили 1606 р. його дружина Ельжбета Чомортань-Лозинська (1572—1617) намагалась зберегти престол Молдавії за своїми синами. Для військової підтримки залучила трьох своїх зятів — Стефана Потоцького (чоловіка дочки Марії), князів Михайла Вишневецького і Самійла Корецького. Перед молдавським походом 1612 р. Стефана Потоцького через загрозу ймовірного нападу татар чи інших ворогів на недобудований золотопотіцький замок Марія Могилянка перевезла родинну скарбницю з більш як 70 тисячами золотих, дорогоцінностями (разом зі скарбом лоґофетової Олени Мавроїни — вартістю близько 1 мільйона золотих) із недобудованого ще замку в Золотому Потоці до замку в Підгайцях, що належав племінниці її чоловіка (доньці Анджея Потоцького) Анні — дружині воєводи руського Станіслава Ґольського (?—1612), який виступав гарантом повернення карбу.
Однак Стефан Потоцький зазнав поразки і потрапив у полон до турків. Також несподівано Станіслав Ґольський помер, Анна Потоцька вийшла за іншого — князя Костянтина Заславського (?—1615), — а новим власником підгаєцького замку став Ян Ґольський (?—1613) — рідний брат С. Ґольського, відомий гуляка, який відмовився віддавати скарб, так само і його дружина Зофія, що невдовзі стала вдовою. Це призвело до судових процесів, які тривали майже 30 років, отримали в тодішній Речі Посполитій значний резонанс. Після повернення з полону Стефан Потоцький у 1618 році облягав Голоче та Підгайці під час її перебування в Любліні на засіданні Короного трибуналу.
У 1614 році Зофія Замєховська заставила клейноти за позику 20000 злотих Стефанові Хмелецькому, які так і не викупила.
Для погашення вартості пропалого скарбу від Зофії Ґольської до Потоцьких перейшли міста Бучач, Чортків, Вербів, 23 села «Бучацького ключа», срібла, клейнодів на 20000 злотих. Аби не віддавати Підгайці, позичила у ратненського старости Миколая з Ґранова Сенявського з Бережан, який був одним з виконавців її заповіту, 200 000 злотих, і віддала йому в заставу Підгайці